# Мусабай-Завод
 Мусабай-Завод  — село в Тукаевском районе Татарстана. Административный центр Мусабай-Заводского сельского поселения.

## География
Находится в северо-восточной части Татарстана на расстоянии приблизительно 18 км на юг от районного центра города Набережные Челны.

## История
Основано в 1881 году. Уже в начале XX века здесь были мечеть и мектеб. Жители в XVIII—XIX веках имели права башкир.
По сведениям переписи 1897 года, в деревне Мусабай-Завод Мензелинского уезда Уфимской губернии жили 1119 человек (580 мужчин и 539 женщин), все мусульмане.

## Население
Постоянных жителей было: в 1897—1119, в 1913—1685, в 1920—1562, в 1926—1050, в 1938—1051, в 1949—626, в 1958—532, в 1970—598, в 1979—568, в 1989—581, 517 в 2002 году (татары 99 %), 552 в 2010.